# Emma Watkins
Emma Olivia Watkins, cunoscută ca Emma Watkins (n. 21 septembrie 1989, Sydney, Noul Wales de Sud, Australia), este o cântăreață și actriță australiană, membră a formației The Wiggles din anul 2013.